# حملة تونكين
حملة تونكين، نزاع مسلح حدث بين يونيو 1883 وأبريل 1886 بين الفرنسيين على كل من الفيتناميين، وجيش العلم الأسود بقيادة ليو يونغفو، وجيشي قوانغشي ويونان الصينيين لاحتلال تونكين (شمال فيتنام) وتحصين محمية فرنسية هناك. بدأت الحملة، التي تفاقمت في أغسطس 1884 بسبب اندلاع الحرب الصينية الفرنسية وفي يوليو 1885 بسبب نهوض حركة كان فونغ الوطنية في أنام، والتي تطلبت تحويل أعداد كبيرة من القوات الفرنسية، على يد فيلق تونكين الاستكشافي، بدعم من سفن أسطول تونكين الحربية. انتهت الحملة رسميًا في أبريل 1886، حين أُجرى تقليص لحجم الفيلق الاستكشافي ليصبح قسمًا من الاحتلال، ولكن لم تهدئ تونكين فعليًا حتى عام 1896.

## هانوي ونام دنه (يونيو-يوليو 1883)
بعد تسع سنوات من محاولة فرنسيس غارنييه الفاشلة لاحتلال تونكين، اشتبكت القوات الفرنسية والفيتنامية في تونكين في 25 أبريل 1882، حين استولى القائد هنري ريفيير على قلعة هانوي بجيش صغير من المشاة البحرية.
بعد فترة هدوء امتدت لعدة أشهر، سمح وصول التعزيزات من فرنسا في فبراير 1883 لريفيير بشن حملة للاستيلاء على قلعة نام دنه (27 مارس 1883). كان الاستيلاء على نام دنه ضرورة إستراتيجية للفرنسيين، لتأمين اتصالاتهم بالبحر.
أثناء غياب ريفيير وتواجده في نام دنه مع الجزء الأكبر من قواته، صد بيرث دو فيلر قائد الكتيبة هجومًا فيتناميًا على المواقع الفرنسية في هانوي بقيادة الأمير هوانغ كي فييم في معركة جيا كوك (28 مارس 1883).
على الرغم من أن هذه الأحداث المبكرة تستحق أن تعتبر جزءًا من حملة تونكين، تعتبر بداية الحملة تقليديًا في يونيو 1883، في أعقاب قرار الحكومة الفرنسية بإرسال تعزيزات إلى تونكين للانتقام من هزيمة ريفيير وموته على أيدي جيش العلم الأسود بقيادة ليو يونغفو في معركة بيبر بريدج في 19 مايو 1883. نُظمت هذه التعزيزات في فيلق تونكين الاستكشافي، الذي وضع تحت قيادة اللواء ألكسندر يوجين بويوت (1833-1887)، وهو الضابط الأعلى رتبة في الكشافة البحرية في مستعمرة كوتشينشينا الفرنسية.
كان الوضع الفرنسي في تونكين عند وصول بويوت في بدايات يونيو 1883 متزعزعًا للغاية. كان لدى الفرنسيين حاميات صغيرة فقط في هانوي وهايفونج ونام دنه، ومراكز معزولة في هون غاي وفي كوي نون في أنام، وكانت الإمكانية الفورية لاتخاذ هجوم ضد أعلام ليو يونغفو السوداء والأمير الفيتنامي هوانغ كي فييم قليلة. كانت الخطوة الأولى لبويوت هي سحب الحاميات الفرنسية المعزولة من كوي نون وهون غاي. سُمح له أيضًا بالتخلي عن نام دنه عند الحاجة، لكنه قرر أن يحاول الدفاع عن المراكز الفرنسية الرئيسية الثلاثة كلها. خلال شهر يونيو، حفر الفرنسيون وراء الدفاعات وهزموا المظاهرات الفيتنامية الضعيفة ضد هانوي ونام دنه.
سمح الوصول المبكر للتعزيزات من فرنسا وكاليدونيا الجديدة وتجنيد تشكلات مساعدة من كوتشينشينا وتونكين لبويوت بالرد على معذبيه. في 19 يوليو، هاجم قائد الكتيبة بيير دي بادينز، وهو القائد الفرنسي الأعلى في نام دنه، جيش الأمير هوانغ كي فييم الفيتنامي المحاصِر وهزمه، ما خفف بشكل فعال من الضغط الفيتنامي على نام دنه.

## تشكيل الوصاية الفرنسية (أغسطس 1883)
أدى وصول الأدميرال أميدي كوربيه إلى خليج ها لونج في يوليو 1883 مع تعزيزات بحرية كبيرة إلى تعزيز الموقف الفرنسي في تونكن. أصبح الفرنسيون الآن في موقع يسمح لهم بالهجوم على ليو يونغفو، لكنهم أدركوا أن العمل العسكري ضد جيش العلم الأسود يجب أن يترافق بتسوية سياسية مع البلاط الفيتنامي في هوي للاعتراف بالوصاية الفرنسية في تونكن، وبالإكراه إن اضطر الأمر.
في 30 يوليو 1883، عقد الأدميرال كوربيه والجنرال بويت بالإضافة إلى المفوض المدني العام لتونكن المعين حديثًا فرانسواه جول هارماند مجلس حرب في هايفونج. اتفق الرجال الثلاثة على أن بويت يجب أن يشن هجومًا على جيش العلم الأسود بمواقعه حول فو هانوي على نهر داي وبأسرع ما يمكن. وأشاروا إلى أن البلاط في هوي كان يساعد ويشجع بشكل سري جيش العلم الأسود في ليو يونغفو، بالإضافة إلى أن الأمير هوانغ كان يواصل محاربة الفرنسيين في نام دينه. وقرروا -بناءً على إلحاح هارماند إلى حد كبير- نصح الحكومة الفرنسية بتوجيه ضربة ضد الدفاعات الفيتناميية في هوي، متبوعةً بإنذار نهائي يطلب من الفيتناميين قبول وصاية فرنسية في تونكن أو مواجهة هجوم فوري.
قبلت وزارة البحرية المقترح في 11 أغسطس، وقصفت عدة سفن حربية من فرقة سواحل تونكن البحرية التابعة لكوربيه في 18 أغسطس حصون ثوان آن على مدخل نهر هوي. في 20 أغسطس في معركة ثوان آن، توجهت سريتا مشاة من البحرية الفرنسية وسرايا إنزال تابعة لثلاث سفن فرنسية حربية إلى الشاطئ واقتحمت الحصون تحت نيران كثيفة. أطلق الزورقان الحربيان لينكس وفيبير خلال فترة بعد الظهيرة وابلًا على مدخل نهر العطور ما سمح للفرنسيين بالهجوم على هوي بشكلٍ مباشر إن أرادوا ذلك.
طلب الفيتناميون هدنة، وفي 25 أغسطس أملى هارماند معاهدة هوي على البلاط الفيتنامي الخائف. اعترف الفيتناميون بشرعية الاحتلال الفرنسي لكوتشينشينا وقبلوا بوصاية فرنسية على كل من أنام وتونكن ووعدوا بسحب جنودهم من تونكن. نجت فييتنام والعائلة الملكية فيها والبلاط لكن أصبحوا تحت القيادة الفرنسية. مُنحت فرنسا امتياز تعيين جنرال مقيم في هوي، وهو من سيعمل مع المفوض المدني العام في تونكن وسيستطيع مقابلة الإمبراطور الفيتنامي شخصيًا عند طلبه. وستحتل حامية فرنسية دائمة حصون ثوان آن لضمان عدم التراجع عن المعاهدة. ضُمت أيضًا مساحات شاسعة من أراضي أنام إلى تونكن والمستعمرة الفرنسية كوتشينشينا. ألغى الفرنسيون ديون البلد لكنهم طلبوا بالمقابل التنازل عن مقاطعة بينه ثوان الجنوبية التي ضُمت إلى كوتشينشينا. ضُمت مقاطعات نجي آن وثان هواه وها تنه الشمالية إلى تونكن، لتخضع لإشراف الفرنسيين المباشر. تعهد الفرنسيون بطرد جيش العلم الأسود من تونكن وضمان حرية التجارة على النهر الأحمر.

## فو هواي وبالان وهاي زونغ (أغسطس حتى نوفمبر 1883)
في غضون ذلك، ووفقًا لاتفاق مؤتمر هايفونج، شن الجنرال بويت هجومًا على جيش العلم الأسود التابع لليو يونغفو. هاجم بويت دفاعات مقاتلي العلم الأسود على طول نهر داي في معركة فو هواي (15 أغسطس 1883) ومعركة بالان (1 سبتمبر 1883). لاقت هذه الهجمات نجاحًا محدودًا وكانت بمثابة هزائم فرنسية في نظر العالم.
كان الأكثر تشجيعًا للفرنسيين اقتحام رتل من مشاة البحرية ورماة كوتشينشينا تحت إمرة المقدم بيرونفال الدفاعات الفيتنامية في هاي زونغ في 13 أغسطس. لفت الاستيلاء على هاي زونغ الأنظار بسبب الفظائع التي ارتكبها كل من الفرنسيين والفيتناميين. اكتشف الفرنسيون جثثًا مشوهة لكثير من الجنود الفرنسيين والفيتناميين المفقودين من الفيلق الاستكشافي معلقة بخطافات على أسوار المدينة. كان من الواضح أن الجنود القتلى عُذبوا حتى الموت وانتقم الفرنسيون بطعن الجرحى الفيتناميين بحرابهم. أمن الاستيلاء على هاي زونغ خط الاتصال الفرنسي النهري بين هانوي وهايفونج. احتل الفرنسيون قلعة هاي زونغ وأنشؤوا مركزًا على بعد عدة كيلومترات إلى شمال المدينة في جبل الفيل.
في نوفمبر 1883 أحكم الفرنسيون قبضتهم على الدلتا باحتلال بلدة نينه بينه وهونغ ين وكوانغ ين. كان ولاء نينه بينه ذا أهمية خاصة للفرنسيين لأن المدفعية المتمركزة في قلعتها الشامخة كانت مسيطرة على حركة المرور النهرية إلى خليج تونكن. لم يعرقل الحاكم الفيتنامي لنينه بينه مرور الحملة الاستكشافية التي أطلقها هنري ريفيير في مارس 1883 بهدف الاستيلاء على نام دينه، لكنه كان معروفًا بمعاداته للفرنسيين. بناءً على ذلك، أُرسل المقدم بيير دي بادينز (1847 حتى 1897) لاحتلال نينه بينه مع سرية من مشاة البحرية المدعومة من قبل الزورقين البحريين  ليوبارد وبلوفييه. بعد أن روعهم الخطر الصامت للزوارق البحرية، سلّم الفيتناميون قلعة نينه بينه دون أي مقاومة وأقام الفرنسيون حامية فيها.
بقيت معاهدة هوو حبرًا على ورق في تونكن. كان الماندرين الفيتناميون المرسلون إلى تونكن لدعم الإدارة الفرنسية فيها متجهمين وغير متعاونين، ورفض الأمير هوانغ سحب القوات الفيتنامية من تونكن. في هذا الوقت، صعّد مقاتلو العلم الأسود -بتشجيع من الأمير هوانغ- هجماتهم على المواقع الفرنسية خلال خريف عام 1883. تعرضت الحاميات الفرنسية الصغيرة في بالان وباتانغ للمضايقات، وهوجمت الحامية الفرنسية في هاي زونغ في 17 نوفمبر وكانت على وشك السقوط أمام قوة مؤلفة من ألفي متمرد فيتنامي. لم يتمكن المدافعون من الاحتفاظ بمواقعهم إلا بفضل وصول الزورق الحربي لينكس في الوقت المناسب.

## سون تاي (ديسمبر عام 1883)
انتقم الفرنسيون في ديسمبر 1883. إذ شكّل الأدميرال أميدي كوربيه، الذي حل محل بويت في قيادة فيلق تونكن الاستكشافي قبل شهرين، رتلًا من 9000 رجل وسار إلى سون تاي لمواجهة جيش العلم الأسود التابع لليو يونغفو.